# Iglesia del Salvador (Zucaina)

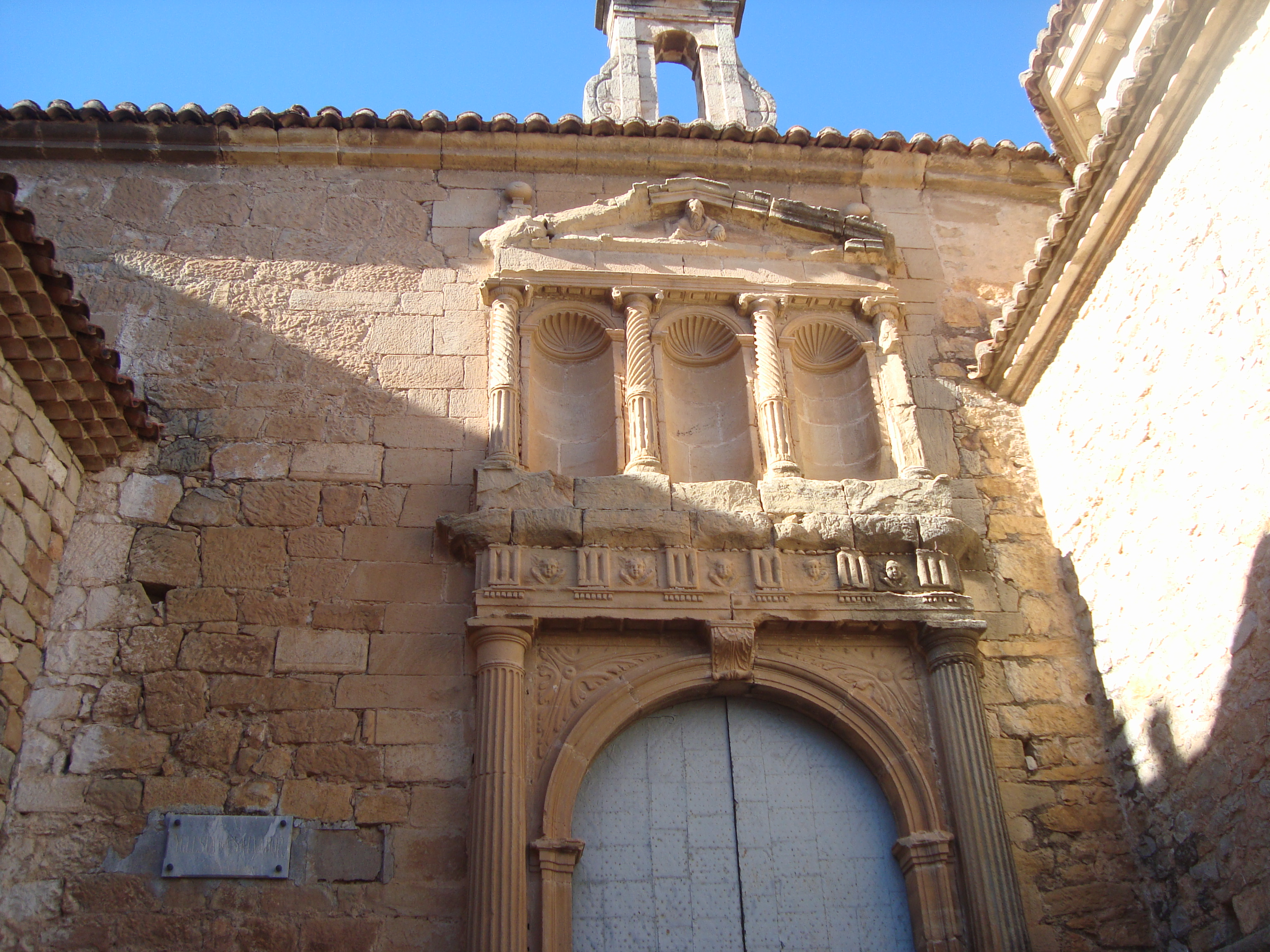
Iglesia parroquial del Salvador de Zucaina.

La iglesia parroquial del Salvador de Zucaina (Provincia de Castellón, España). Es un edificio construido en el siglo XVI en estilo renacentista, que fue ampliada en el siglo XVIII.

## Descripción
Se trata de una iglesia de una sola nave con capillas laterales entre contrafuertes que no destacan al exterior. Está dividida en cinco tramos, con un crucero que destaca en planta. La separación entre la nave y las capillas es a través de arcos de medio punto apoyados en pilastras. La nave esta cubierta con bóveda de crucería con terceletes, mientras que las capillas con bóvedas de crucería sencilla. El crucero y la capilla mayor cubren con bóveda de cañón con lunetos; en el centro del crucero una cúpula sobre pechinas que no destaca al exterior. 
Se ilumina interiormente a través de unas pequeñas ventanas abocinadas situadas sobre las capillas laterales. A la cabecera se adosa un cuerpo adicional que forma el trasagrario. 
Tiene dos accesos, uno situado a los pies, y otro en el lado de la epístola que recae a la plaza donde se encuentran el ayuntamiento y la casa abadía. Esta portada lateral recuerda a la portada de la iglesia de Vilafamés. Es una portada retablo, realizada en el siglo XVI, dividida en dos cuerpos; en el cuerpo inferior se encuentra el arco de medio punto enmarcado por un arquitrabe de triglifos y metopas, que se apoya en dos columnas dóricas con estrías helicoidales en el tercio inferior. El cuerpo superior tiene tres hornacinas aveneradas separadas por columnas jónicas, también con estrías helicoidales en la parte superior. Sobre la portada se encuentra la espadaña. En el cuarto tramo del lado de la epístola se encuentra la torre-campanario. Tiene tres cuerpos de mampostería y piedras angulares separados por molduras. El último cuerpo alberga las campanas. Remata con un chapitel de dos cuerpos, con cubierta de teja cerámica azul y blanca. Junto a la torre, y entre la portada lateral se encuentra la capilla del sagrario con una pequeña cúpula sobre tambor octogonal; al exterior cubre con teja cerámica con bicromía. 
La fábrica del templo es de mampostería y piedras angulares. La portada lateral está realizada en piedra arenisca. 
La iglesia fue ampliada en el siglo XVIII quedando configurada como se encuentra en la actualidad.